# Дине Попчев
Дине Георгиев Попчев (на английски: Dine George Popcheff) е български революционер, деец на Вътрешната македоно-одринска революционна организация, емигрантски общественик, деец на Македонската патриотична организация в САЩ.

## Биография
Роден е на 15 май 1881 година в леринското село Горно Върбени (Екши Су), тогава в Османската империя. Влиза във ВМОРО в 1901 година, на връх Нова година, когато в селото е войводата Тома Давидов. В следващата 1902 година Дине Попчев заминава за Мала Азия, където живее в Разбалдек, Бейрут и Хомс. Скоро след това се завръща в Горно Върбени и до Илинденско-Преображенското въстание помага на организацията с прехвърляне на пушки от Кайлярско, причакване на чети и други. На 5 май 1903 година минава в нелегалност, зачислен в четата на Алексо Турунджов. По време на въстанието Попчев участва в нападението на станцията заедно с четирима четници, по време на което един е убит и един е ранен. След това се движи с четата на Турунджов и отива в Прекопана и другаде в Костурско. Участва в превземането на Невеска, а след това и в сражението при Горно Котори като десетник. След въстанието се прибира в родното си село. В 1905 заминава за Америка.
В 1909 година се завърща в родното си село, където стои една година, а в следващата 1910 година отново емигрира в САЩ, където се установява за постоянно в Индианаполис.
В САЩ е сред основателите е на българската православна църква „Свети Стефан“ и на Македонската патриотична организация „Дамян Груев“ в Индианаполис. Няколко пъти е избиран за делегат на МПО като един от най-старите илинденци в Америка.
Оставя спомени, публикувани в „Македонска трибуна“.